# زيرو (فلم 2018)

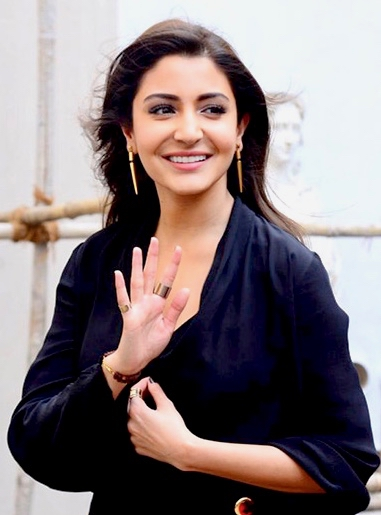
أنوشكا شارما تروج لفيلم صفر

زيرو (بالإنجليزية: Zero) (بالعربية: صفر) هو فيلم درامي رومانسي هندي أنتج في 2018 بشراكة كل من كولور يلو للإنتاج و غوري خان بشركتها ريد تشيليز انترتينمنت، الفيلم من إخراج أناند ل. راي وبطولة شاه روخ خان، أنوشكا شارما وكاترينا كيف.
ويدور الفيلم حول باوا سينغ (شاه روخان)، الموظف بشركة أبحاث الفضاء، رجل قصير القامة، ويجد صعوبة في العثور على شريكة حياته، لكنه يستطيع مع البحث المتكرر إيجاد امرأة مصابة بشلل دماغي ولا تستطيع المشي (أنوشكا شارما)، لكنه ورغم ذلك يتقرب منها.

## الحبكة
باوا سينغ، شاب من ميروت قصير القامة، يواجه صعوبة في العثور على شريك الزواج. بعد استخدام وكالات الزواج دون حظ يذكر، وجد في النهاية رفيقته عافية يوسفزاي بهيندر، عالمة NSAR (تصوير خيالي لناسا) مصابة بالشلل الدماغي. وفي الأحداث التي تلت ذلك، وقع كلاهما في حب بعضهما البعض، لكن باوا هجرتها بعد خمسة أشهر. ومع ذلك، تأتي عافية للبحث عنه، ويقوم والدا باوا بإصلاح زواجهما. في يوم زواجهما، أخبره جودو، صديق باوا، أنه تم إدراجه في القائمة المختصرة لمسابقة الرقص التي تقدم فيها سابقًا، حيث يحصل الفائز على فرصة للقاء بابيتا كوماري، ممثلة بوليوود. باوا، العازمة على مقابلة بابيتا، تهرب من الزواج بعد مواجهة مع عافية، مما يترك الجميع في حالة من الدمار.
يفوز باوا ويلتقي ببابيتا في حفلة برفقة ممثلين مشهورين آخرين في بوليوود. يعرض عليه بابيتا وظيفة بعد أن أظهر قدرته على تخمين ما يدور في أذهان الناس من خلال مراقبتهم. يرافقها في جداول الأفلام وحفلات توزيع الجوائز، ويساعدها على التصالح مع صديقها السابق أديتيا كابور، الذي خانها سابقًا. يخبر باوا بابيتا عن عافية، التي تخبره بدورها كذبًا أن والديها كانا أقزام وأن والدها خدع والدتها، ليجعل باوا يدرك خطأه. يدرك أخطائه ويرغب في التصالح مع عافية، ويبدأ جدالًا في حفل نظمته بابيتا، وبعد ذلك طرده بابيتا وقطع جميع العلاقات مع أديتيا، مدركًا أن الأخير يخونها مرة أخرى.

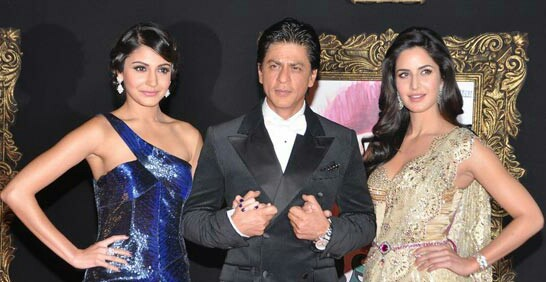
أنوشكا شارما وشاروخان وكاترينا كايف

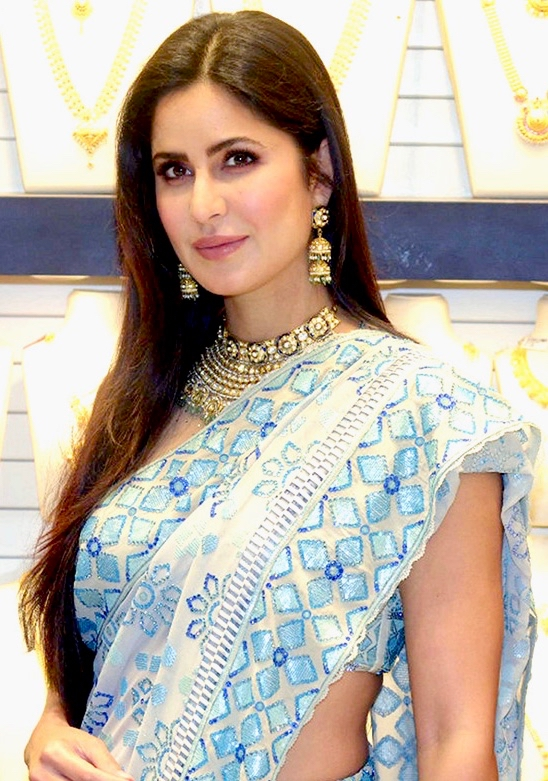
كاترينا كايف 2018

يسافر باوا وجودو إلى نيويورك، حيث تحضر عافية ندوة. باوا تقتحم الندوة لمقابلتها لكن عافية ترفض رؤيته. أخبره والد عافية أن عافية كانت حاملاً بطفل باوا، ولهذا أرادت أن يتزوجها في المقام الأول. يقرر باوا الحزين مغادرة المدينة، لكنه يقرر تجربة حظه مرة أخرى. بعد لقائها مع عافية مرة أخرى في NSAR ورفضها لها، انضمت باوا إلى برنامج لتجنيد متطوعين بشريين لإرسالهم إلى المريخ على متن صاروخ. بعد التدريب المضني والحصول على المساعدة من أحد المتقدمين، يتم اختيار باوا، بينما يتم رفض جودو بسبب إعاقته البصرية. في يوم إطلاقه، تتركه عافية، التي من المفترض أن تتزوج من سرينيفاسان، العالم الزميل وزميل عافية، وتصل إلى NSAR قبل ثوانٍ من إطلاق باوا. يؤكد لها باوا أنه كان يحبها دائمًا، قبل انطلاق الصاروخ مباشرة. وشهد الإطلاق عافية وجودو وسرينيفاسان مع عائلة بابيتا وباوا عبر البث التلفزيوني. تم الإطلاق بنجاح وانطلق الصاروخ إلى الفضاء.
في تعليق صوتي لعافية، تم الكشف عن أن باوا وصل في النهاية إلى المريخ، وأرسل تسجيل فيديو لنفسه من هناك. يضيع صاروخه في مكان ما في الفضاء أثناء رحلة العودة، وتنتظره عافية. بعد خمسة عشر عامًا، تتلقى محطة فضائية صينية إشارة حجرة هروب باوا، والتي تحطمت في المحيط الهادئ، لتكشف عن أن باوا لا يزال على قيد الحياة.

## روابط خارجية
- مقالات تستعمل روابط فنية بلا صلة مع ويكي بيانات